# Бондаренко Григорій Іванович (голова Запорізького міськвиконкому)
Григорій Іванович Бондаренко (нар. 15 вересня 1905, село Малокатеринівка Олександрівського повіту Катеринославської губернії, тепер смт. Запорізького району Запорізької області — ?) — український радянський державний діяч, голова виконкому Запорізької міської ради, начальник Запорізького, Семипалатинського і Тернопільського обласних управлінь сільського господарства.

## Життєпис
Народився у бідній селянській родині. У 1912—1916 роках — учень Мало-Катеринівської початкової школи. У 1916—1920 роках допомагав батькові працювати в сільському господарстві. Після смерті батька у 1920 році переїхав до міста Запоріжжя.
У 1921—1924 роках — чорнороб Запорізького губернського зовнішторгу. У квітні — вересні 1924 року — глиновізник, формувальник Запорізького цегельного заводу. У жовтні 1924 року вступив до комсомолу.
У жовтні 1925 — вересні 1927 року — секретар Мало-Катеринівської сільської ради та секретар Мало-Катеринівської комсомольської організації Запорізького району. З липня по жовтень 1926 року навчався на курсах пропагандистів у Запоріжжі.
У вересні 1927 — лютому 1929 року — голова Мало-Катеринівської сільської ради Запорізького району. З лютого 1929 року — голова Запорізького районного комітету незаможних селян, потім голова Софіївського районного комітету незаможних селян.
У 1929—1931 роках — слухач курсів марксизму-ленінінзму в Харкові.
Член ВКП(б) з травня 1929 року.
У лютому 1931 — березні 1933 року — інструктор Запорізького міського комітету КП(б)У.
У березні — грудні 1933 року — заступник завідувача, у грудні 1933 — березні 1938 року — завідувач Запорізького міського земельного відділу Дніпропетровської області. У 1936—1938 роках — студент заочного відділення Дніпропетровського сільгосподарського інституту (закінчив два курси).
6 березня 1938 — 9 січня 1939 року — заступник голови Запорізької міської ради Дніпропетровської області.
9 січня — 1 лютого 1939 року — в.о. голови Запорізької міської ради. 1 лютого 1939 — 7 січня 1940 року — голова Запорізької міської ради. 7 січня — 10 червня 1940 року — голова виконавчого комітету Запорізької міської ради депутатів трудящих.
10 червня 1940 — грудень 1941 року — начальник Запорізького обласного земельного відділу.
Під час німецько-радянської війни у 1942 році служив у Радянській армії. З січня по липень 1942 року — уповноважений оперативної групи військової ради частини № 10—80 Південного фронту. У липні — грудні 1942 року — курсант спецшколи Українського штабу партизанського руху у містах Ворошиловграді та Саратові.
У січні 1943 — лютому 1944 року — начальник Семипалатинського обласного земельного відділу Казахської РСР.
У лютому 1944 — 25 лютого 1947 року — начальник Запорізького обласного земельного відділу. 25 лютого 1947 — 20 травня 1952 року — начальник Запорізького обласного управління сільського господарства.
20 травня 1952 — 1962 року — начальник Тернопільського обласного управління сільського господарства. У 1962 — після 1968 року — заступник начальника Тернопільського обласного управління виробництва і заготівель сільськогосподарських продуктів, 1-й заступник начальника Тернопільського обласного управління сільського господарства.

## Нагороди
- два ордени Леніна (1945, 26.02.1958)
- орден Трудового Червоного Прапора (23.01.1948)
- ордени
- медаль «За доблесну працю у Великій Вітчизняній війні 1941—1945 рр.»  (1946)
- медаль «За перемогу над Німеччиною у Великій Вітчизняній війні 1941—1945 рр.» (1946)
- медалі
- заслужений агроном Української РСР (11.10.1968)